# إد لوف
إد لوف (بالإنجليزية: Ed Love)‏ هو محرك صور متحركة ‏ أمريكي، ولد في 24 مايو 1910 في Tremont, Pennsylvania ‏ في الولايات المتحدة، وتوفي في 5 مايو 1996 في فالنسيا، سانتا كلاريتا، كاليفورنيا في الولايات المتحدة.

## وصلات خارجية
- إد لوف على موقع IMDb (الإنجليزية)
- إد لوف على موقع أول موفي (الإنجليزية)
- إد لوف على موقع قاعدة بيانات الأفلام السويدية (السويدية)
- إد لوف على موقع قاعدة بيانات الفيلم (الإنجليزية)
- إد لوف على موقع كينوبويسك (الروسية)